# Tibetmakak

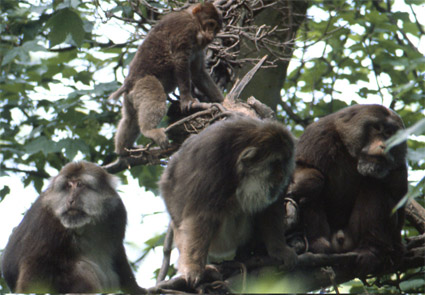
Gruppe von Tibetmakaken

Der Tibet- oder Tibetanische Bärenmakak (Macaca thibetana) ist eine Primatenart aus der Gattung der Makaken innerhalb der Familie der Meerkatzenverwandten (Cercopithecidae).

## Beschreibung
Tibetmakaken haben ein dichtes, graubraunes Fell. Das Gesicht ist in einem Bereich rund um die Nase unbehaart und hat einen hellgrauen Backen- und Kinnbart. Die nackte Gesichtshaut ist bei Männchen blassrosa und bei Weibchen leuchtend-rosa gefärbt. Die Kopfrumpflänge dieser Tiere beträgt rund 51 bis 71 Zentimeter, der Schwanz ist ein rund 4 bis 14 Zentimeter langer Stummel. Männchen sind mit 14 bis 17,5 Kilogramm deutlich schwerer als Weibchen, die 9 bis 13 Kilogramm auf die Waage bringen.

## Verbreitungsgebiet und Lebensraum
Tibetmakaken leben im südlichen China, ihr Verbreitungsgebiet erstreckt sich vom östlichen Tibet, Sichuan und Yunnan bis Guangdong. Ihr Lebensraum sind Wälder, sowohl subtropische Feuchtwälder als auch Bergwälder bis in 2000 Meter Höhe.

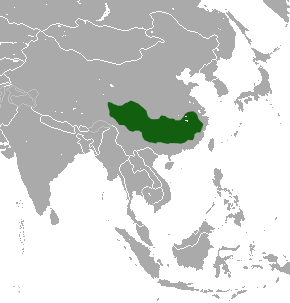
Verbreitungskarte des Tibetmakaks

## Lebensweise
Tibetmakaken sind tagaktiv und verbringen den Großteil ihres Lebens auf dem Boden. Wie die meisten Makaken leben sie in Gruppen, die aus einigen Männchen, vielen Weibchen und dem dazugehörigen Nachwuchs bestehen. Beide Geschlechter entwickeln innerhalb der Gruppe eine ausgeprägte Rangordnung, die sich unter anderem in der Fellpflege und in der Fortpflanzungsreihenfolge widerspiegelt. 

## Nahrung
Diese Tiere sind Allesfresser, den Schwerpunkt ihrer Nahrung machen jedoch Früchte aus. Weiterhin nehmen sie Blüten, Samen, Blätter sowie Insekten und kleine Wirbeltiere zu sich.

## Fortpflanzung

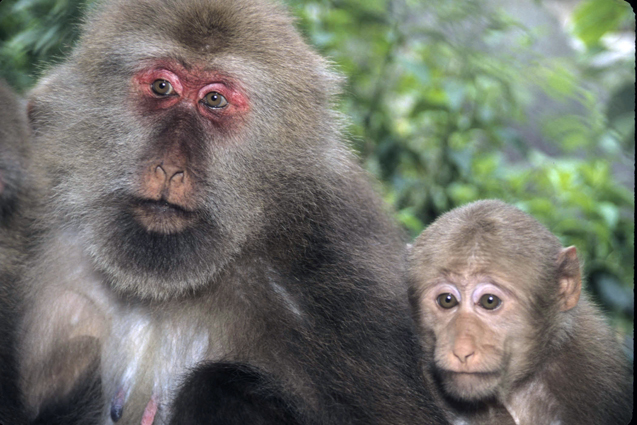
Weibchen mit Jungtier

Nach rund 165-tägiger Tragzeit bringt das Weibchen ein einzelnes Jungtier zur Welt. Die Jungtiere haben ein schwarzgraues Fell, das erst im Alter von rund zwei Jahren die Färbung der Erwachsenen annimmt. Nach 6 bis 12 Monaten werden die Jungtiere entwöhnt und mit 2,5 bis 7 Jahren sind sie geschlechtsreif. Die Lebenserwartung in freier Natur wird auf rund 20 Jahre geschätzt.

## Bedrohung
In China sind die Tibetmakaken geschützt, dennoch ist ihr Verbreitungsgebiet durch die Zersiedlung zersplittert. Besonders große Vorkommen gibt es beispielsweise am Berg Emei Shan in Sichuan, insgesamt werden sie von der IUCN als gering gefährdet gelistet.